# 藤代健
藤代 健（ふじしろ たけし、1973年 - ）は、日本の漫画家、イラストレーター。埼玉県出身。作品に『ながされて藍蘭島』がある。
また、漫画家としてデビューする前はAICでアニメーターをしており、2003年まではTKS名義でアダルトゲームの原画も手掛けていた。

## 作品リスト

### 漫画
- トンネル抜けたら三宅坂（原作：森高夕次、『コミックバウンド創刊号[3] - ） - 単行本未収録。『コミックバウンド』創刊時より5話まで連載後、休刊により中断したままとなっている[1]。
- ながされて☆藍蘭島（『月刊少年ガンガン』2002年1月号[1]） - 読み切り[1]。
- ながされて藍蘭島[4]（『月刊少年ガンガン』2002年6月号[1] - 連載中、『ガンガンパワード』） - 『ガンガンパワード』での連載は同誌の休刊に伴い中断[要出典]。2007年にテレビアニメ化[1]。
- かへたんていぶ（『ガンガンONLINE』2009年10月22日[1] - ）
- リリReカスタマイズ モデラーも異世界では錬金術師!?（『ガンガンONLINE』2019年7月1日[1] - ）
- あるるくJKまちある記 気ままにおきらくウォーキング（『ガンガンONLINE アプリ版』2025年2月15日[5] - ）

### イラスト集など
- ながされて藍蘭島 ポストカードブック（スクウェア・エニックス）
- ながされて藍蘭島 パーフェクトガイドブック（スクウェア・エニックス）
- ながされて藍蘭島 があるずがいど（スクウェア・エニックス）
- 藤代健イラスト集 藍蘭島絵巻（スクウェア・エニックス）

### 小説挿し絵
- 小説・ながされて藍蘭島「告げられて」（霧海正悟著、スクウェア・エニックス）
- 小説・ながされて藍蘭島「恋しくて」（霧海正悟著、スクウェア・エニックス）
- 小説・ながされて藍蘭島「ときをこえて」（霧海正悟著、スクウェア・エニックス）
  - ※ 原作・表紙および本文イラスト。
- くさる前に抱きしめて（すぎやまひろゆき著、スクウェア・エニックス）
  - ※ 表紙イラストのみ。
- ラプラスのタマゴサンド（大濱真対著）
  - 小説 ToHeart2 〜Short Stories〜（スクウェア・エニックス ゲームノベルズ）に収録。

### CDジャケット・ライナーノートイラスト
- ドラマCD「ながされて藍蘭島」Vol.1（スクウェア・エニックス）
- ドラマCD「ながされて藍蘭島」Vol.2（スクウェア・エニックス）

### カレンダー
- コミックカレンダー2004 ながされて藍蘭島（スクウェア・エニックス）
- コミックカレンダー2005 ながされて藍蘭島（スクウェア・エニックス）

### ゲーム原画
TKS名義。
- 雑音領域 (D.O.)
- パールな気分で 〜明日に向かって歩こう〜（ジュエリー）
- おしえてお兄ちゃん先生（ジュエリー）
- 多重凌辱（My姫）
- 瑪瑙くんのおしえてお姉ちゃん先生（ジュエリー）
- あいちゃんforMeα 〜アイと隷従のメイド〜（U・Me SOFT）

### その他
- 私がモテないのはどう考えてもお前らが悪い!（テレビアニメ第6話エンドカードイラスト）